# Казаков, Родион Родионович
Родион Родионович Казаков (1758—1803) — московский архитектор эпохи классицизма, который при жизни и посмертно находился несколько в тени своего однофамильца и учителя Матвея Казакова. Его основные работы были утрачены в XX веке.
В ранние годы работал под начальством В. И. Баженова над проектированием Большого Кремлёвского дворца и под начальством М. Ф. Казакова — над Пречистенским дворцом. В 1801 г. возглавил Экспедицию кремлёвского строения. В 1801—1803 годах возглавлял действующее при Экспедиции Архитекторское училище. Работал по заказам московских богачей: много проектировал в Кузьминках, в том числе сгоревший в 1916 году усадебный дом Голицыных; также ему приписывается дом Баташева на Яузской.
Казаков проектировал крупные храмы, которые благодаря выгодному расположению становились важными градостроительными акцентами. Излюбленная форма — ротонда с ордерным декором в навершии, которое зачастую трактовано в виде фонаря-беседки с миниатюрной главой:
- Церковь Варвары Великомученицы (на Варварке рядом с Кремлём)
- Церковь Мартина Исповедника
- Собор Зачатьевского монастыря (снесён в советское время)
- Церковь Симеона Столпника на Николоямской (искажена в советское время)
- Церковь Влахернской Богоматери в Кузьминках (с другими зодчими; в 1932 перестроена)
- Колокольня Андроникова монастыря высотой 73 метра (снесена в 1929—1932).
- Церковь Сошествия Святого Духа в селе Шкинь Коломенского уезда Московской губернии. Выстроена в 1794. Двухколоколенная церковь. Реставрация закончена в 2017 г.